# 武汉马拉松
武汉马拉松是在武汉举办的马拉松赛事，创办于2016年，每年4月举行。起跑地点位于汉口江滩一期，路线主要沿着的汉口沿江大道、中山大道、江汉一桥、武汉长江大桥、武昌沿江大道、沙湖大桥和东湖，途径武汉三镇中的江汉路、汉阳门、汉街、武汉大学凌波门、东湖绿道等标志性景点。
2017年，武汉马拉松入选中国马拉松大满贯。2018年，武汉马拉松从中国田径协会铜牌赛事直接跳级成为中国田径协会金牌赛事。
2020年2月20日，宣佈2020年武漢馬拉松延至下半年舉行，之后取消。

## 历届比赛日期
- 2016年4月10日[4]
- 2017年4月9日[5]
- 2018年4月15日
- 2019年4月14日
- 2020年由於2019冠狀病毒病疫情取消[6]
- 2021年10月24日，后因2019冠狀病毒病疫情延期[7]。

## 比赛路线

### 2016年[8]
武汉科技馆（起点）→沿江大道（龙王庙）→晴川桥（过汉江）→滨江大道（铁门关）→汉阳大道→鹦鹉大道→龟山南路（龟山）→长江大桥（过长江）→黄鹤楼南路（黄鹤楼）[辛亥革命博物馆（健康跑终点）]→彭刘杨西路→临江大道（武昌江滩）→新生路→友谊大道→沙湖大桥[进沙湖大道转公正路到湖北省图书馆（半程终点）全程选手在此折返]→楚汉路（楚河汉街）→杏林西路→新国南路→东湖路→双湖桥→武大凌波门（东湖南路）→磨山风景区折返（东湖东路）→沙滩浴场（沿湖大道）→武汉欢乐谷（全程终点）

### 2017年--2018年[9]
青岛路与沿江大道路口（起点）→沿江大道（市政府）→一元路→中山大道→武胜路→江汉桥（辅路正向上桥）→龟山南路（龟山）→长江大桥（过长江）→黄鹤楼南路→彭刘杨路（13公里跑终点设在辛亥革命博物馆广场，距离约13公里）→彭刘杨西路→临江大道→新生路→友谊大道→沙湖大桥（半程终点设在公正路省图书馆门前，半程21.0975公里）→楚汉路（楚河汉街）→放鹰桥→白鹭街（折返点）→天鹅路→武大凌波门（东湖南路）→一棵树（东湖东路）→梅园→磨山风景区（东湖东路）→沙滩浴场（沿湖大道）→九女墩→沿湖大道→东湖猴岛→梨园广场北→东湖隧道出口至梨园广场段辅路逆向行驶→银杏原路（折返）→渔光路→武汉欢乐谷（全程终点）